# Ököritófülpös
Ököritófülpös é uma vila da Hungria, situada no condado de Szabolcs-Szatmár-Bereg. Tem 33,42 km² de área e sua população em 2019 foi estimada em 1.821 habitantes.